# Сивоглава овесарка
Сивоглавата овесарка (Emberiza cia) е вид птица от семейство Чинкови (Fringillidae).

## Разпространение
Видът е разпространен в откритите сухи скалисти планински райони на северозападна Африка, Южна Европа и на изток до Централна Азия и Хималаите. Той е частично мигриращ, като северните популации зимуват по-на юг, главно в гнездовия ареал на местните южни популации. По-рядко може да се види и в Западна Европа.
Среща се и в България.